# شهرستان آت‌باشی
شهرستان آت‌باشی (به لاتین: At-Bashy District) یک شهرستان در قرقیزستان است که در استان نارین واقع شده‌است. شهرستان آت‌باشی ۱۵٬۳۵۴ کیلومتر مربع مساحت و ۴۹٬۲۳۸ نفر جمعیت دارد.